# Aéroport international d'Hilo
Pour les articles homonymes, voir Hilo (homonymie) et ITO.
L'aéroport international d'Hilo (code IATA : ITO • code OACI : PHTO) se situe à Hilo sur l'île d'Hawaï. En 2008, l'aéroport international d'Hilo a accueilli 1 352 808 passagers.

## Situation
| Honolulu Hana Hilo Kahului Kalaupapa Kapalua Kona Lanai Līhuʻe Molokai Waimea-Kohala |

## Histoire
Le premier vol vers Honolulu eut lieu, le 29 juin 1927 par le Lt Lester J. Maitland et le Lt Albert F. Hegenberger de la United States Army Air Corps. Durant la Seconde Guerre mondiale, la United States Air Force et le Corps du génie de l'armée des États-Unis sont basés sur l'aéroport. Le 19 avril 1943, l'aéroport est renommé en l'honneur du Général Albert Kualii Brickwood Lyman. En 1946, l'aéroport redevient aéroport public. En juillet 1952, construction d'un nouveau terminal. Le 3 décembre 1953, ouverture du nouveau terminal General Lyman. Depuis 1955, l'aéroport dispose de deux pistes, d'un terminal passagers et d'un terminal pour le cargo.

## Statistiques
Pour des raisons techniques, il est temporairement impossible d'afficher le graphique qui aurait dû être présenté ici.

Voir la requête brute et les sources sur Wikidata.